# Oblong, Illinois
Oblong là một làng thuộc quận Crawford, tiểu bang Illinois, Hoa Kỳ. Năm 2010, dân số của làng này là 1466 người.

## Dân số
Dân số qua các năm:
- Năm 2000: 1580 người.
- Năm 2010: 1466 người.